# Besaide
Besaide o Betsaide è una piccola vetta che si trova tra il monte Udalaitz (o Udalatx) e il Monte Amboto, con un'altitudine di 564 m sul livello del mare. Si trova nei Paesi Baschi (Spagna).
La particolarità di questo luogo è che il punto confinario delle tre province che compongono la comunità autonoma dei Paesi Baschi, Gipuzkoa, Álava e Biscaglia. Proprio nel punto d'incontro è sorto il monumento al Montañero desaparecido (alpinista scomparso) realizzato dall'architetto Luis Pueyo negli anni '50 per conto della Federazione alpinistica basco-navarra. A pochi metri di distanza, nel 1990 è stato costruito un altro monumento dell'artista giapponese Yoshin Ogata.
La Besaide chiude la valle di Arrazola e sotto di essa sono state scavate delle miniere di rame, sul lato del fiume Deba, sorge nel quartiere di Santa Ageda del comune di Mondragón.
Il colle Besaide si trova tra la sommità del Besaide e le pendici dell'Udalaitz ha un'altezza di 510 metri.
Besaide è anche il nome del notiziario locale trasmesso tra le 13:10 e le 14:00 dalla Radio Nacional de España (RNE) nella Comunità Autonoma Basca.

## Descrizione
Il Besaide è un piccolo rilievo di 564 metri con una prominenza di 25. Questo vertice sorge, come una collina, sul campo di Karraskain che è a 538 metri sul livello del mare e chiude, a nord, il la valle di Arrazola formata dal massiccio dell'Amboto a sinistra e dalla Memaia, alta 675 metri, a destra. A sud si trova la valle del Deba con Mondragón ai suoi piedi. A est si erge l'imponente Udalaitz e ad ovest le pendici dell'Amboto.
La ripida collina che sale bruscamente sul campo Karraskain, crea una sorta di basamento dove si trovava il monumento ai montanari scomparsi.